# Georges Montandon
George Alexis Montandon (Cortaillod, 19 aprile 1879 – Clamart, 30 agosto 1944) è stato un antropologo svizzero naturalizzato francese.
Sarebbe stato giustiziato dalla resistenza nel 1944 a Clamart, anche se questa fine è stata messa in dubbio dal suo amico Louis-Ferdinand Céline. Etnologo al Musée de l'Homme, fu uno dei sostenitori delle basi scientifiche del razzismo prima della Seconda guerra mondiale.

## Biografia
Effettua studi di medicina all'Università di Ginevra, poi in quella di Zurigo dove pratica, dal 1906 al 1908, la chirurgia alla clinica universitaria. Dopo il suo servizio militare si prende di passione per l'antropologia. Si reca ad Amburgo, poi a Londra e decide di diventare esploratore. A trent'anni, in ottobre 1909, si imbarca da Marsiglia per l'Etiopia del negus Menelik II ed esplorerà la nazione nel 1910.
Di ritorno dall'Etiopia si stabilisce come medico a Losanna. Nel 1914, si fa assumere come volontario in un ospedale francese di Bourg-en-Bresse dove rimette in pratica la sua formazione di chirurgo, poi rientra in Svizzera nel 1916.
Nel 1919 studia al Museo etnografico di Ginevra la genealogia degli strumenti musicali e i cicli della civiltà. Attirato dalla rivoluzione bolscevica del 1917 si reca in Unione Sovietica nel 1919, incaricato dalla Croce Rossa di organizzare il rimpatrio a Vladivostok dei prigionieri di guerra austriaci trattenuti in Siberia. Montandon ne approfitta per studiare gli ultimi Ainu dell'isola di Sachalin e i Buriati del lago Bajkal. A Vladivostok sposa una russa comunista di 22 anni, Mar'ja Zvjagina.
Egli è allora totalmente favorevole alla rivoluzione bolscevica, sostiene la polizia politica, la Čeka, in Deux ans chez Koltchak et chez les bolcheviks (Due anni presso Koltchak e presso i bolscevichi) pubblicato nel 1923. Ritornato in Svizzera diventa membro del Partito comunista a Losanna. Forse viene pagato dai servizi segreti sovietici. Denuncia la schiavitù in Abissinia e il genocidio degli indiani negli Stati Uniti d'America. Nel 1925, si trasferisce a Parigi, lavora al Museo di Storia naturale, scrive articoli nel Clarté, rivista comunista diretta da Henri Barbusse.
Nel 1931, entra alla Scuola di Antropologia e nel 1933 occupa la cattedra di etnologia. Nello stesso anno pubblica La Race, les races (La Razza,le razze) edizioni Payot, favorevolmente accolto dalla stampa scientifica, dove egli scrive: «Oggi gli ebrei formano prima di tutto un'etnia, una ragione sociale, e non una razza uniforme». Nel 1934, Montandon pubblica L'Ologénèse culturelle (L'Ologenesi culturale) (Payot), «trattato di etnologia ciclo-culturale e di ergologia sistematica », sempre ben accolto. Nel 1935 esce L'Ethnie française (L'Etnia francese) ed. Payot. Nella prefazione scrive: «Parlare di razza francese, non è sapere cos'è una razza. Non c'è una razza francese. C'è un'etnia francese, nella costituzione somatica nella quale entrano elementi di diverse razze». Egli suddivide i francesi in tipi diversi, nordico, alpino, dinarico, mediterraneo, poi studia certi componenti allogeni, giudaici, negroidi, mongoloidi.
Riproduce le foto di Henri Barbusse, di François Mauriac, di Pierre Benoit per chiarire le sue parole, Benjamin Crémieux illustra il «tipo giudaico con affinità mediterranee», e quella di Léon Blum —uomo politico— il «tipo giudaico con affinità alpine-armene». Se l'antisemitismo non è evidente, poco ci manca. Nominato nel 1936 conservatore del Museo Broca, deluso dal Fronte Popolare, forse per ragioni più personali che politiche, egli diventa antisemita, e ha uno scambio di corrispondenza con Henri-Robert Petit, Léon de Poncins, Armand Bernardini, antisemiti reputati.
Entra probabilmente in relazione con Céline dal 1938, dopo la pubblicazione di Bagatelles pour un massacre (Bagattelle per un massacro). Si trova l'influenza di Montandon, quando non sono citazioni come nella prosa celiniana L'École des cadavres (La scuola dei cadaveri). Montaudon giustifica d'altra parte "l'ethnorazzismo di Céline con l'ethnorazzismo ebraico". Egli approva le leggi razziali fasciste relative agli Ebrei, si pronuncia per la creazione di uno Stato ebraico in Palestina, «in cui gli Ebrei sarebbero residenti, non vivendo in altri Stati se non in qualità di stranieri, con passaporto e tutto quello che ne consegue». Egli afferma che i Gialli, i Neri e i Bianchi non discenderebbero dalla medesima razza di scimmie, ma gli uni dall'orango, gli altri dal gorilla o dallo scimpanzé.

## L'antisemitismo di Montandon
Da quando si afferma il suo antisemitismo? Nel numero d'aprile 1939 di Contre-Révolution, Montandon pubblica La Solution ethno-raciale du problème juif  (La soluzione etnorazziale del problema ebraico) dove afferma: «questa selvaggia integrità del sangue semita fa degli ebrei i primi etnorazzisti in ordine di tempo».
"Etnorazzista", egli si oppone a Charles Maurras e al suo antisemitismo di Stato: d'altronde egli suppone Maurras di ascendenza ebrea, marrano, quando l'aveva in un primo tempo classificato nel 1935 come «tipo mediterraneo del litorale-crocevia di diversi tipi».  In novembre, nella rivista razzista italiana La Difesa della Razza, pubblica un articolo con il titolo L'Etnia puttana, espressione che gli riservirà.
Il 2 luglio 1940, nel giornale di Charles Dieudonné, La France au travail, proferisce una serie di imprecazioni: «In aggiunta ai suoi stessi sbagli, la nazione francese è stata avvelenata dallo spirito dell'etnia puttana. Quello che in effetti caratterizza psicologicamente la comunità etnica ebrea e legittima l'appellativo scientifico con il quale noi la designiamo, non è solamente la sua lussuria, ma prima di tutto il fatto che questa comunità, invece di servire una patria, un paese, si mette, come una prostituta, al servizio di tutti i paesi, avendo rifiutato per duemila anni di fondersi con la popolazione di questi paesi. È lo spirito dell'etnia puttana che, imponendosi ai francesi: a) faceva belare la pace, b) sabotava l'armamento, c) e soprattutto disgustava la donna, da decenni, della maternità, grazie alla sua stampa in particolare, fra cui il vecchio Paris-Soir, detto "Pourrissoir" ("Marciosera"), con le sue rubriche quasi pornografiche, dirette da puttani ebrei, di cui conosciamo i nomi, era il perfetto modello.
Poi Montandon perde la nazionalità francese, a seguito della rimessa in causa delle naturalizzazioni, e il suo impiego alla Scuola di Antropologia. Presso Denoël, l'editore di Céline, nelle Nouvelles Éditions françaises, nel novembre 1940, annunciando L'Ethnie Juive ou Ethnie putain, (L'Etnia Ebrea o Etnia puttana), che non sarà mai pubblicato, Montandon inaugura la collezione «Les Juifs en France» (Gli Ebrei in Francia) pubblicando un lavoro puramente lucrativo Comment reconnaître le Juif? (Come riconoscere l'Ebreo?), opuscolo che raccoglie citazioni di Louis-Ferdinand Céline, Édouard Drumont, Guy de Maupassant, Jules Michelet, Frédéric Mistral, Ernest Renan, Adolphe Thiers, Voltaire e Émile Zola.
Nel luglio 1940, diventa direttore della rivista L'Ethnie française, finanziata dall'Istituto Tedesco di Parigi, poi dal Commissario alle questioni ebraiche, Louis Darquier de Pellepoix. Vi pubblica degli articoli sull'etnia ebraica nel 1941. Montandon viene nominato presidente della Commissione etnica del Partito Popolare Francese di Jacques Doriot, e scrive nel giornale La Gerbe di Alphonse de Chateaubriant. Il 27 luglio 1941, un decreto gli restituisce la nazionalità francese. Dal dicembre 1941, viene assunto al Commissariato generale per le questioni ebraiche in qualità di etnologo. Con questa qualifica, e dietro compenso, rilascia dei certificati di non appartenenza alla razza ebrea.
Nel 1942, Xavier Vallat viene sostituito da Darquier de Pellepoix al Commissariato generale per le questioni ebraiche. L'Istituto per gli studi di questioni ebraiche, in un primo tempo affidato al capitano Sézille per organizzare l'esposizione tedesca "L'Ebreo e la Francia", e soprattutto destinata all'"arianizzazione economica" del paese ("amministrare i beni degli ebrei e denunciare il camuffamento"), viene sciolta, ribattezzata in "Istituto di studi delle questioni ebraiche e etnorazziali" (IEQJER), scuola di formazione all'igiene sociale e all'antisemitismo a partire dal marzo 1943. Tra i formatori di questo istituto si trovano Armand Bernardini e Claude Vacher de Lapouge.
Nel 1943, Montandon fa distribuire una traduzione, destinata agli studenti di medicina, del Manuel d'eugénique et d'hérédité humaine (Manuale d'eugenetica e d'eredità umana) del nazista Otmar von Verschuer, responsabile dell'Istituto d'antropologia di Berlino. Nel Le Cahier jaune (Il Quaderno giallo) propone di praticare un'«operazione deturpante per le belle ebree tagliando loro l'estremità del naso». Il 15 aprile 1944, la rivista pubblica Io vi odio, opuscolo di cinquanta pagine dove cinquecento documenti denunciano il ruolo degli Ebrei nella letteratura, cinema, pittura, prostituzione, traffici di ogni genere, crimini rituali e terrorismo.

## La sua morte
Montandon sarebbe stato abbattuto con sua moglie dalla Resistenza francese il 3 agosto 1944 nella sua villa di Clamart. Tuttavia Céline e altre fonti affermano che fu solo ferito e trasportato in Germania dove sarebbe morto in novembre, per le conseguenze di un tumore già presente e di ferite. La traccia di suo figlio e delle figlie si perde allora. Una delle figlie, Irene che sposò l'esploratore del Sahara Henri Lhote morì a Montrichard, nella regione di Tours, nel settembre del 2006.